# Йоан Островський
Йоан Островський (близько 1734, Васильків — 24 грудня 1801, Перм) — український православний діяч, зокрема на теренах Малоросійської губернії та у фіно-угорських країнах Уралу. Місіонер, педагог. Ректор Новгородської духовної семінарії. Короткий час був настоятелем Спасо-Преображенського монастиря в Новгороді-Сіверському Стародубського полку. Перший єпископ Пермський і Єкатеринбурзький Російської православної церкви.
Проводив місіонерську діяльність на території Комі та південних районах країни Мансі.

## Біографія
Народився в місті Василькові Київського полку Гетьманщини, у сім'ї міщанина.
З 1754 р. навчався в Києво-Могилянській академії, по закінченні якої залишений у ній учителем латинської мови, філософії і богословських наук. У КМА пострижений у чернецтво.
У 1768 році возведений у сан ігумена Київського Петропавлівського монастиря.
З 1774 року — префект КМА.
З 6 січня 1785 р. — архімандрит Гамаліївського Харалампіївського монастиря Чернігівської єпархії.
З 15 березня 1789 — архімандрит Коломенського Голутвино-Богоявленського монастиря (Московської єпархії).
У 1793 р. — призначений ректором Коломенської семінарії.
З 6 травня 1795 — ректор Новгородської духовної семінарії та настоятель Новгородського Антонієвого монастиря, з 25 серпня 1796 — Юрієвого монастиря, з 10 вересня 1797 року — Спасо-Преображенського монастиря в Новгороді-Сіверському Чернігівської єпархії, з 31 грудня 1797 року — повторно у Новгородському Антонієвому монастирі, з 10 листопада 1798 — Калязінського Макарієво-Троїцького монастиря Тверської єпархії.

### Архиєрейська діяльність
5 лютого 1800 р. — хіротонізований на єпископа Пермського і Єкатеринбурзького відновленої в 1799 році Пермської єпархії.
У Перм преосвященний Йоан прибув 29 лютого 1800, і ревно взявся за облаштування своєї єпархії. 4 березня відслужив Літургію у Петро-Павлівському соборі, в той же день було засновано духовна консисторія — (канцелярія з управління єпархією), в яку входили Солікамський ігумен Никандр, протоієреї Федот Будрін та Никифор Пономарьов, священики Гавриїл Сапожников та Микола Коровін. На наступний день вони були приведені до присяги в Петро-Павлівському соборі. 16 березня 1800 р. у цьому ж соборі відбулося урочисте відкриття Пермської єпархії.
Незабаром владика Йоан розпорядився про перебудову Петро-Павлівського собору, який був освячений 20 жовтня 1801 р. У травні всі священики єпархії були піддані єпископом Йоаном особистому випробуванню на відповідність займаним посадам, щодо неморальних були прийняті досить суворі заходи.
11 листопада 1801 р. були відкриті Духовне училище і перші класи Пермської Духовної Семінарії в дерев'яному будинку канцеляриста Святійшого Синоду Медведєва, будинок він, до речі, подарував.
Помер єпископ 24 грудня 1801 р. від інсульту. Похований в Пермському кафедральному соборі.